# Patrick Tambwe
 Patrick Tambwe Ngole, né le 5 mai 1975 à Kinshasa, est un athlète franco-congolais spécialiste du marathon.
Il court aussi sur le 800 m, le 1 500 m, le 3 000 m, le 20 km, le demi-marathon ou le steeplechase.
Il court sous les couleurs de la République démocratique du Congo les marathons des Championnats du monde d'athlétisme 1997 et  Championnats du monde d'athlétisme 1999 (il ne finit pas les deux courses). En 2002, il termine vingtième du Marathon de Paris et cinquième du Marathon de Reims.
Vice-champion de France de semi-marathon en 2010, il remporte la médaille d'or aux Jeux mondiaux militaires de 2011 à Rio de Janeiro, désormais sous les couleurs de la France. Il est la même année champion d’Europe militaire sur cross long par équipe.
En 2012, il remporte le Marathon de Tibériade.
Il participe  aux Jeux olympiques d'été de 2012 dans l'épreuve du marathon, mais il abandonne avant le vingtième kilomètre.
Il s'entraîne au club de Lille Métropole.